# Luis Ayala (baseball)
Pour les articles homonymes, voir Luis Ayala et Ayala.
Luis Ignacio Ayala (né le 12 janvier 1978 à Los Mochis, Sinaloa, Mexique) est un lanceur de relève droitier au baseball. Il joue dans les Ligues majeures depuis 2003 et est présentement[Quand ?] agent libre.

## Carrière

### Expos de Montréal et Nationals de Washington
Luis Ayala a commencé sa carrière dans les majeures avec les Expos de Montréal en 2003.
Le lanceur suit l'équipe à Washington lorsqu'ils deviennent en 2005 les Nationals. 
Avec l'équipe nationale du Mexique, il participe à la Classique mondiale de baseball en 2006, mais y subit une blessure au ligament du coude droit qui nécessitera une importante opération. Il est tenu à l'écart du jeu durant toute la saison 2006 des ligues majeures,, et ne reviendra qu'en juin 2007 avec les Nationals.
Il fut également blessé au bras gauche dans un accident de chasse survenu en décembre 2007.

### Mets de New York
En août 2008, le droitier passe aux Mets de New York en retour du joueur d'avant-champ Anderson Hernández.

### Twins du Minnesota
En 2009, Ayala rejoint aux Twins du Minnesota. 

### Marlins de la Floride
Libéré par le Twins le 2 juillet, il signe chez les Marlins de la Floride le 3 juillet 2009. 

### Yankees de New York
Après avoir lancé en ligues mineures en 2010 pour des clubs affiliés aux Diamondbacks, aux Dodgers et aux Rockies, il signe en février 2011 avec les Yankees de New York et reçoit une invitation à leur entraînement de printemps. Il réussit son retour avec 2 victoires contre 2 défaites avec une très bonne moyenne de points mérités de 2,09 en 56 manches lancées en 52 matchs pour les Yankees en 2011. Il obtient sa première chance en carrière de jouer en séries éliminatoires et fait deux sorties en relève dans la Série de divisions entre New York et Detroit.

### Orioles de Baltimore
Le 10 février 2012, Alaya signe un contrat d'une saison avec les Orioles de Baltimore. Il affiche sa seconde meilleure moyenne de points mérités en carrière durant la saison 2012. Elle est de 2,64 en 75 manches lancées en 66 sorties. Il remporte cinq victoires contre autant de défaites avec un sauvetage. Il lance un tiers de manche en séries éliminatoires contre son ancienne équipe, les Yankees.

### Braves d'Atlanta
Après seulement deux matchs joués avec les Orioles en 2013, Ayala est le 10 avril transféré aux Braves d'Atlanta en retour de Chris Jones, un lanceur gaucher des ligues mineures. En 37 sorties pour les Braves, il fait bien avec une moyenne de points mérité de 2,90 en 31 manches lancées. Il complète 2013 avec une fiche de deux victoires, une défaite et une moyenne de points mérités de 3,27 en 33 manches lancées et 39 matchs joués au total pour Baltimore et Atlanta.